# 姚鋐
姚鋐，字振華，山東東昌府临清州馆陶县軍籍。祖籍冠县，明朝政治人物、進士出身。

## 生平
万历十六年（1588年）戊子科山東鄉試舉人，萬曆十七年（1589年）聯捷己丑成进士，初授商丘县知县，三十六年任河南永宁县知县，丁艱歸。歴和州州判、淮安府知府，三十九年（1611年）仕至遼東寧前兵备副使，爲人篤厚平易，宦游所入，分给宗族亲戚，胞弟任其所取不问。置田舍，皆多其值，人甚德之，祀学宫。